# Лауреаты Премии Правительства Российской Федерации в области науки и техники (2018)
Лауреаты Премии Правительства Российской Федерации в области науки и техники 2018 года — перечень награждённых государственной наградой Российской Федерации, присужденной за достижения в науке и технике в 2018 году.
Постановлением Правительства РФ от 24 октября 2013 года № 954 с 1 января 2014 года учреждены 20 ежегодных премий в области науки и техники, в том числе пять премий за работы в сфере обороны и безопасности, в размере 2 млн рублей каждая.
Лауреаты определены Распоряжением Правительства РФ от 18 декабря 2018 года № 2827-р по предложениям Межведомственного совета по присуждению премий Правительства Российской Федерации в области науки и техники.

## Легенда
Приводятся данные по премированной работе; фамилии лауреатов, их должность и место работы; номер абзаца в Постановлении

## Лауреаты
| номер | Лауреаты | Премированная работа |
| ----- | --- | --- |
| 1.    | Забродскому Андрею Георгиевичу, доктору физико-математических наук, профессору, академику Российской академии наук, главному научному сотруднику федерального государственного бюджетного учреждения науки Физико-технический институт им. А. Ф. Иоффе Российской академии наук, руководителю работы, Бобылю Александру Васильевичу, доктору физико-математических наук, профессору, ведущему научному сотруднику того же учреждения; Абрамову Алексею Станиславовичу, кандидату физико-математических наук, руководителю отдела общества с ограниченной ответственностью «НТЦ тонкопленочных технологий в энергетике», Андроникову Дмитрию Александровичу, кандидату физико-математических наук, главному технологу, Орехову Дмитрию Львовичу, кандидату технических наук, генеральному директору, Терукову Евгению Ивановичу, доктору технических наук, профессору, заместителю генерального директора, — работникам того же общества; Дубровскому Александру Димитриевичу, кандидату химических наук, главному технологу общества с ограниченной ответственностью «Хевел», Петрову Александру Олеговичу, директору завода того же общества; Шахраю Игорю Степановичу, генеральному директору общества с ограниченной ответственностью «Авелар Солар Технолоджи» — управляющей компании общества с ограниченной ответственностью «Хевел»; Попелю Олегу Сергеевичу, доктору технических наук, доценту, главному научному сотруднику федерального государственного бюджетного учреждения науки Объединённый институт высоких температур Российской академии наук | за разработку, промышленное освоение и коммерциализацию технологий создания высокоэффективных кремниевых фотоэлектрических модулей и технологий сооружения солнечных электростанций в регионах России                                                |
| 2.    | Нургалиеву Данису Карловичу, доктору геолого-минералогических наук, профессору, проректору федерального государственного автономного образовательного учреждения высшего образования «Казанский (Приволжский) федеральный университет», руководителю работы, Непримерову Николаю Николаевичу, доктору технических наук, профессору кафедры того же учреждения (посмертно) ; Гришину Дмитрию Валерьевичу, заместителю генерального директора — главному инженеру общества с ограниченной ответственностью «Газпром ПХГ», Никитину Роману Сергеевичу, заместителю генерального директора — главному геологу того же общества; Кантюкову Рафаэлю Рафкатовичу, кандидату технических наук, заместителю главного инженера общества с ограниченной ответственностью «Газпром трансгаз Казань»; Арбузову Андрею Александровичу, кандидату физико-математических наук, ведущему научному сотруднику общества с ограниченной ответственностью «ТГТ Сервис», Асланяну Артуру Михайловичу, кандидату физико-математических наук, главному научному сотруднику, Сороке Станиславу Владиславовичу, научному сотруднику, — работникам того же общества | за разработку и внедрение инновационного, высокотехнологичного геофизического комплекса широкодиапазонной спектральной шумометрии на месторождениях и подземных хранилищах углеводородного сырья                                                     |
| 3.    | Ширяеву Александру Георгиевичу, генеральному директору публичного акционерного общества «Трубная Металлургическая Компания», руководителю работы, Чикалову Сергею Геннадьевичу, доктору технических наук, заместителю генерального директора того же акционерного общества, Четверикову Сергею Геннадьевичу, управляющему директору акционерного общества «Волжский трубный завод» публичного акционерного общества «Трубная Металлургическая Компания»; Бабенко Анатолию Алексеевичу, доктору технических наук, главному научному сотруднику федерального государственного бюджетного учреждения науки Институт металлургии Уральского отделения Российской академии наук; Ерехинскому Борису Александровичу, кандидату технических наук, бывшему заместителю начальника отдела публичного акционерного общества «Газпром», Крылову Павлу Валерьевичу, кандидату технических наук, начальнику департамента, Филиппову Андрею Геннадьевичу, кандидату технических наук, первому заместителю начальника департамента, — работникам того же акционерного общества; Попову Константину Александровичу, начальнику отдела общества с ограниченной ответственностью «Газпром добыча Надым»; Пышминцеву Игорю Юрьевичу, доктору технических наук, доценту, генеральному директору открытого акционерного общества «Российский научно-исследовательский институт трубной промышленности»; Рекину Сергею Александровичу, доктору технических наук, генеральному директору общества с ограниченной ответственностью «ТМК-Премиум Сервис» | за создание и внедрение комплекса высокоэффективных технологий производства импортозамещающих стальных бесшовных труб нового поколения для разработки трудноизвлекаемых запасов углеводородов                                                        |
| 4.    | Самсонову Вячеславу Ивановичу, кандидату технических наук, первому заместителю директора научно-производственного комплекса акционерного общества «Обнинское научно-производственное предприятие „Технология“ им. А. Г. Ромашина», руководителю работы, Силкину Андрею Николаевичу, генеральному директору, Хмельницкому Анатолию Казимировичу, заместителю генерального директора, Чумбарову Михаилу Юрьевичу, начальнику участка, Шаталину Виктору Анатольевичу, начальнику лаборатории, — работникам того же акционерного общества; Рубанову Станиславу Степановичу, главному конструктору филиала публичного акционерного общества "Авиационная холдинговая компания «Сухой» «ОКБ Сухого», Стрельцу Михаилу Юрьевичу, директору того же филиала, первому заместителю генерального директора того же акционерного общества; Андреевой Татьяне Ивановне, кандидату технических наук, первому заместителю генерального директора акционерного общества «Институт пластмасс имени Г. С. Петрова»; Мекалиной Ирине Васильевне, кандидату технических наук, начальнику сектора федерального государственного унитарного предприятия «Всероссийский научно-исследовательский институт авиационных материалов»; Ворвулю Михаилу Михайловичу, главному технологу общества с ограниченной ответственностью «ТАИС» | за разработку высокопрочных облегченных гетерогенных композиций и монокомпозиций авиационного остекления на основе монолитного поликарбоната и технологии их производства                                                                            |
| 5.    | Дунину Ивану Михайловичу, доктору сельскохозяйственных наук, профессору, академику Российской академии наук, директору федерального государственного бюджетного научного учреждения «Всероссийский научно-исследовательский институт племенного дела», руководителю работы, Новикову Алексею Алексеевичу, доктору биологических наук, профессору, заведующему отделом того же учреждения, Павлову Михаилу Борисовичу, кандидату сельскохозяйственных наук, заведующему Ставропольской лабораторией того же учреждения; Амерханову Харону Адиевичу, доктору сельскохозяйственных наук, академику Российской академии наук, профессору кафедры федерального государственного бюджетного образовательного учреждения высшего образования «Российский государственный аграрный университет — МСХА имени К. А. Тимирязева»; Горлову Ивану Федоровичу, доктору сельскохозяйственных наук, профессору, академику Российской академии наук, научному руководителю федерального государственного бюджетного научного учреждения «Поволжский научно-исследовательский институт производства и переработки мясомолочной продукции»; Калашникову Валерию Васильевичу, доктору сельскохозяйственных наук, профессору, академику Российской академии наук, научному руководителю федерального государственного бюджетного научного учреждения «Всероссийский научно-исследовательский институт коневодства», Ковешникову Валентину Сергеевичу, доктору сельскохозяйственных наук, профессору, заведующему отделом того же учреждения; Прохоренко Петру Никифоровичу, доктору сельскохозяйственных наук, академику Российской академии наук, главному научному сотруднику, руководителю отдела Всероссийского научно-исследовательского института генетики и разведения сельскохозяйственных животных — филиала федерального государственного бюджетного научного учреждения «Федеральный научный центр животноводства — ВИЖ имени академика Л. К. Эрнста», Сакса Екатерине Ивановне, кандидату сельскохозяйственных наук, ведущему научному сотруднику, руководителю лаборатории того же филиала; Фризену Василию Генриховичу, кандидату экономических наук, генеральному директору общества с ограниченной ответственностью «МегаМикс» | за разработку новых породных ресурсов и реализацию их генетического потенциала для интенсификации отечественного животноводства |
| 6.    | Ковалеву Виктору Савельевичу, доктору сельскохозяйственных наук, профессору, заместителю директора федерального государственного бюджетного научного учреждения «Всероссийский научно-исследовательский институт риса», руководителю работы, Гаркуше Сергею Валентиновичу, доктору сельскохозяйственных наук, профессору, директору, Дубиной Елене Викторовне, Есауловой Любови Владимировне, кандидатам биологических наук, ведущим научным сотрудникам, Мухиной Жанне Михайловне, доктору биологических наук, заместителю директора, Шиловскому Валентину Николаевичу, доктору сельскохозяйственных наук, главному научному сотруднику, — работникам того же учреждения; Зеленскому Григорию Леонидовичу, доктору сельскохозяйственных наук, профессору кафедры федерального государственного бюджетного образовательного учреждения высшего образования «Кубанский государственный аграрный университет имени И. Т. Трибулина»; Костылеву Павлу Ивановичу, доктору сельскохозяйственных наук, профессору, главному научному сотруднику федерального государственного бюджетного научного учреждения "Аграрный научный центр «Донской»; Супруну Ивану Ивановичу, кандидату биологических наук, заведующему лабораторией федерального государственного бюджетного научного учреждения «Северо-Кавказский федеральный научный центр садоводства, виноградарства, виноделия»; Кизиньку Сергею Владимировичу, доктору сельскохозяйственных наук, директору федерального государственного унитарного предприятия рисоводческого племенного завода «Красноармейский» имени А. И. Майстренко | за создание и внедрение устойчивых к биотическим и абиотическим стрессорам генетических ресурсов риса с использованием постгеномных и клеточных технологий для решения проблемы импортозамещения и обеспечения продовольственной безопасности страны |
| 7.    | Емельянову Сергею Ивановичу, доктору медицинских наук, профессору, заведующему кафедрой федерального государственного бюджетного образовательного учреждения высшего образования «Московский государственный медико-стоматологический университет имени А. И. Евдокимова» Министерства здравоохранения Российской Федерации, руководителю работы, Галлямову Эдуарду Абдулхаевичу, доктору медицинских наук, доценту, профессору кафедры, Луцевичу Олегу Эммануиловичу, доктору медицинских наук, профессору, члену-корреспонденту Российской академии наук, заведующему кафедрой, Панченкову Дмитрию Николаевичу, доктору медицинских наук, профессору кафедры, Праздникову Эрику Наримановичу, доктору медицинских наук, профессору, заведующему кафедрой, Федорову Андрею Владимировичу, доктору медицинских наук, профессору кафедры, — работникам того же учреждения; Гранову Дмитрию Анатольевичу, доктору медицинских наук, профессору, члену-корреспонденту Российской академии наук, научному руководителю федерального государственного бюджетного учреждения «Российский научный центр радиологии и хирургических технологий имени академика А. М. Гранова» Министерства здравоохранения Российской Федерации; Черкасову Михаилу Федоровичу, доктору медицинских наук, профессору, заведующему кафедрой федерального государственного бюджетного образовательного учреждения высшего образования «Ростовский государственный медицинский университет» Министерства здравоохранения Российской Федерации; Прудкову Михаилу Иосифовичу, доктору медицинских наук, профессору, заведующему кафедрой федерального государственного бюджетного образовательного учреждения высшего образования «Уральский государственный медицинский университет» Министерства здравоохранения Российской Федерации; Иванову Юрию Викторовичу, доктору медицинских наук, профессору, заведующему отделением федерального государственного бюджетного учреждения «[[Федеральный научно-клинический центр специализированных видов медицинской помощи и медицинских технологий Федерального медико-биологического агентства]]» | за разработку и внедрение высокотехнологичных минимально инвазивных операций в абдоминальной хирургии и онкологии |
| 8.    | Румянцеву Александру Григорьевичу, доктору медицинских наук, профессору, академику Российской академии наук, генеральному директору федерального государственного бюджетного учреждения «Национальный медицинский исследовательский центр детской гематологии, онкологии и иммунологии имени Дмитрия Рогачева» Министерства здравоохранения Российской Федерации, руководителю работы; Давыдкину Игорю Леонидовичу, доктору медицинских наук, профессору, проректору федерального государственного бюджетного образовательного учреждения высшего образования «Самарский государственный медицинский университет» Министерства здравоохранения Российской Федерации, Котельникову Геннадию Петровичу, доктору медицинских наук, профессору, академику Российской академии наук, заведующему кафедрой, ректору того же учреждения; Андреевой Татьяне Андреевне, кандидату медицинских наук, заведующей городским центром Санкт-Петербургского городского бюджетного учреждения здравоохранения «Городская поликлиника № 37»; Зоренко Владимиру Юрьевичу, доктору медицинских наук, профессору, заведующему отделом федерального государственного бюджетного учреждения «Национальный медицинский исследовательский центр гематологии» Министерства здравоохранения Российской Федерации; Кудлаю Дмитрию Анатольевичу, доктору медицинских наук, профессору кафедры, генеральному директору акционерного общества «ГЕНЕРИУМ»; Харитонину Виктору Владимировичу, исполнительному директору, председателю совета директоров акционерного общества «Фармстандарт»; Шустеру Александру Михайловичу, кандидату биологических наук, президенту, члену совета директоров общества с ограниченной ответственностью "Международный биотехнологический центр «Генериум» | за разработку, промышленное производство и масштабное внедрение полного спектра отечественных препаратов рекомбинантных факторов свертывания крови VII, VIII и IX для лечения гемофилии                                                              |
| 9.    | Миронову Сергею Павловичу, доктору медицинских наук, профессору, академику Российской академии наук, директору федерального государственного бюджетного учреждения «Национальный медицинский исследовательский центр травматологии и ортопедии имени Н. Н. Приорова» Министерства здравоохранения Российской Федерации, руководителю работы, Колесову Сергею Васильевичу, доктору медицинских наук, заведующему отделением, Кулешову Александру Алексеевичу, доктору медицинских наук, руководителю группы, ведущему научному сотруднику, Ветрилэ Степану Тимофеевичу, доктору медицинских наук, бывшему заведующему отделением (посмертно) , — работникам того же учреждения; Садовому Михаилу Анатольевичу, доктору медицинских наук, директору федерального государственного бюджетного учреждения «Новосибирский научно-исследовательский институт травматологии и ортопедии им. Я. Л. Цивьяна» Министерства здравоохранения Российской Федерации, Михайловскому Михаилу Витальевичу, доктору медицинских наук, руководителю отделения, главному научному сотруднику, Сарнадскому Владимиру Николаевичу, кандидату технических наук, научному консультанту, научному сотруднику, — работникам того же учреждения; Баиндурашвили Алексею Георгиевичу, доктору медицинских наук, профессору, академику Российской академии наук, директору федерального государственного бюджетного учреждения «Научно-исследовательский детский ортопедический институт имени Г. И. Турнера» Министерства здравоохранения Российской Федерации, Виссарионову Сергею Валентиновичу, доктору медицинских наук, профессору, заместителю директора, Белянчикову Сергею Михайловичу, кандидату медицинских наук, заведующему отделением, — работникам того же учреждения | за разработку и внедрение хирургических методов лечения детей с тяжелыми деформациями позвоночника |
| 10.   | Абакарову Садулле Ибрагимовичу, доктору медицинских наук, профессору, декану факультета, заведующему кафедрой федерального государственного бюджетного образовательного учреждения дополнительного профессионального образования «Российская медицинская академия непрерывного профессионального образования» Министерства здравоохранения Российской Федерации, руководителю работы; Арутюнову Сергею Дарчоевичу, доктору медицинских наук, профессору, заведующему кафедрой федерального государственного бюджетного образовательного учреждения высшего образования «Московский государственный медико-стоматологический университет имени А. И. Евдокимова» Министерства здравоохранения Российской Федерации, Цареву Виктору Николаевичу, доктору медицинских наук, профессору, директору института, заведующему кафедрой того же учреждения; Булычевой Елене Анатольевне, доктору медицинских наук, доценту, профессору кафедры федерального государственного бюджетного образовательного учреждения высшего образования «Первый Санкт-Петербургский государственный медицинский университет имени академика И. П. Павлова» Министерства здравоохранения Российской Федерации, Трезубову Владимиру Николаевичу, доктору медицинских наук, профессору, заведующему кафедрой того же учреждения; Макеевой Ирине Михайловне, доктору медицинских наук, профессору, директору института федерального государственного автономного образовательного учреждения высшего образования Первый Московский государственный медицинский университет имени И. М. Сеченова Министерства здравоохранения Российской Федерации (Сеченовский Университет) , Решетову Игорю Владимировичу, доктору медицинских наук, профессору, академику Российской академии наук, директору центра, заведующему кафедрой того же учреждения; Омельяновскому Виталию Владимировичу, доктору медицинских наук, профессору, генеральному директору федерального государственного бюджетного учреждения «Центр экспертизы и контроля качества медицинской помощи» Министерства здравоохранения Российской Федерации; Трунину Дмитрию Александровичу, доктору медицинских наук, профессору, заведующему кафедрой федерального государственного бюджетного образовательного учреждения высшего образования «Самарский государственный медицинский университет» Министерства здравоохранения Российской Федерации; Наумовичу Семену Антоновичу, доктору медицинских наук, профессору, заведующему кафедрой учреждения образования «Белорусский государственный медицинский университет» | за научное обоснование, разработку и внедрение в клиническую практику современных эффективных и результативных методов реабилитации больных с социально значимыми стоматологическими заболеваниями                                                   |
| 11.   | Березовскому Леониду Вадимовичу, начальнику управления акционерного общества "Центр судоремонта «Звездочка», руководителю работы, Левину Владимиру Васильевичу, заместителю начальника отдела — заместителю главного технолога, Фрайндту Александру Вильгельмовичу, заместителю начальника управления, — работникам того же акционерного общества; Вдовиченко Виталию Витальевичу, заместителю начальника управления — начальнику отдела департамента Министерства обороны Российской Федерации; Исаченкову Александру Анатольевичу, директору акционерного общества "Концерн "Научно-производственное объединение «Аврора»; Коломийцу Владимиру Александровичу, кандидату технических наук, заместителю начальника центра — начальнику управления Центра перспективных программ Военно-Морского Флота; Голубкину Александру Сергеевичу, доктору технических наук, профессору, первому заместителю генерального конструктора — руководителю группы генерального конструктора акционерного общества "Центральное конструкторское бюро морской техники «Рубин», Барышникову Александру Дмитриевичу, кандидату технических наук, заместителю главного конструктора того же акционерного общества; Форсту Александру Александровичу, главному конструктору направления — начальнику сектора акционерного общества "Центральное морское конструкторское бюро «Алмаз», Шималовичу Виталию Анатольевичу, кандидату технических наук, старшему научному сотруднику, главному конструктору — заместителю начальника сектора того же акционерного общества | за реализацию концепции строительства судов специального назначения на базе проекта 20180 |
| 12.   | Дмитриеву Александру Петровичу, кандидату технических наук, директору общества с ограниченной ответственностью «МИУС», руководителю работы, Артюхову Андрею Владимировичу, главному инженеру, Артюхову Владимиру Ивановичу, заместителю начальника отдела, Дмитриеву Дмитрию Александровичу, заместителю директора, Кашолкину Александру Владимировичу, ведущему инженеру, Савину Александру Михайловичу, начальнику отдела (посмертно) , Селезневу Алексею Валериевичу, главному конструктору, — работникам того же общества; Демину Евгению Павловичу, начальнику отдела федерального государственного бюджетного учреждения науки Государственный научный центр Российской Федерации — Институт медико-биологических проблем Российской академии наук, Орлову Олегу Игоревичу, доктору медицинских наук, академику Российской академии наук, директору, Четвергову Константину Геннадьевичу, заместителю начальника отдела, — работникам того же учреждения | за разработку и создание наземного медико-технического комплекса для моделирования длительных космических полетов, включая межпланетные, с целью повышения их безопасности, надежности и автономности                                                |
| 13.   | Маркову Алексею Сергеевичу, доктору технических наук, старшему научному сотруднику, президенту акционерного общества "Научно-производственное объединение «Эшелон», руководителю работы, Жукову Игорю Юрьевичу, доктору технических наук, доценту, генеральному конструктору того же акционерного общества; Грефу Герману Оскаровичу, кандидату экономических наук, президенту, председателю правления публичного акционерного общества «Сбербанк России», Кузнецову Станиславу Константиновичу, кандидату юридических наук, заместителю председателя правления, Лебедю Сергею Васильевичу, кандидату технических наук, старшему управляющему директору, — работникам того же акционерного общества; Качалину Игорю Федоровичу, кандидату технических наук, сотруднику федерального государственного казенного учреждения «Войсковая часть 43753»; Шеремету Игорю Анатольевичу, доктору технических наук, профессору, члену-корреспонденту Российской академии наук, заместителю директора федерального государственного бюджетного учреждения «Российский фонд фундаментальных исследований»; Зегжде Дмитрию Петровичу, доктору технических наук, профессору, заведующему кафедрой федерального государственного автономного образовательного учреждения высшего образования «Санкт-Петербургский политехнический университет Петра Великого», Калинину Максиму Олеговичу, доктору технических наук, доценту, профессору кафедры того же учреждения | за разработку и внедрение комплекса средств и технологий обеспечения кибербезопасности автоматизированных банковских систем нового поколения |
| 14.   | Кривцову Юрию Владимировичу, доктору технических наук, профессору, руководителю научно-экспертного бюро института акционерного общества "Научно-исследовательский центр «Строительство», руководителю работы, Ведякову Ивану Ивановичу, доктору технических наук, профессору, директору института, Ладыгиной Ирине Романовне, кандидату технических наук, старшему научному сотруднику, заместителю руководителя научно-экспертного бюро института, — работникам того же акционерного общества; Микееву Анатолию Кузьмичу, доктору экономических наук, профессору, главному научному консультанту общества с ограниченной ответственностью "Производственно-строительная проектно-научно-внедренческая фирма «Ассоциация КрилаК»; Никифорову Виктору Валериановичу, кандидату технических наук, заместителю директора, руководителю службы акционерного общества «Российский концерн по производству электрической и тепловой энергии на атомных станциях»; Носову Евгению Николаевичу, кандидату технических наук, старшему научному сотруднику, директору департамента, генеральному конструктору общества с ограниченной ответственностью "Научно-технический центр «Пожарные инновации» | за разработку, производство и внедрение отечественных огнезащитных материалов в области строительства предприятий и объектов в жилищно-социальной сфере и различных отраслях промышленности                                                          |
| 15.   | Яненко Александру Степановичу, доктору биологических наук, профессору, директору федерального государственного бюджетного учреждения "Государственный научно-исследовательский институт генетики и селекции промышленных микроорганизмов Национального исследовательского центра «Курчатовский институт», руководителю работы, Иванковой Татьяне Алексеевне, кандидату технических наук, Леоновой Татьяне Евгеньевне, кандидату биологических наук, старшим научным сотрудникам, Рябченко Людмиле Евгеньевне, кандидату биологических наук, ведущему научному сотруднику, — работникам того же учреждения; Балановскому Алексею Георгиевичу, директору закрытого акционерного общества «Завод Премиксов № 1», Байдину Анатолию Петровичу, начальнику комплекса, Колесову Александру Игоревичу, ведущему инженеру-технологу цеха, Левину Юрию Ивановичу, начальнику службы, Миндолину Сергею Сергеевичу, начальнику цеха, Новоченко Вадиму Викторовичу, технологу цеха, — работникам того же акционерного общества | за разработку и промышленное освоение технологии микробного синтеза лизина — важнейшей кормовой добавки для животноводства на основе продуктов глубокой переработки зерна                                                                            |